# Montenegró a 2011-es úszó-világbajnokságon
Montenegró a 2011-es úszó-világbajnokságon 13 sportolóval vett részt, akik mind a vízilabdázók voltak.

## Vízilabda

### Férfi
Kerettagok
- Denis Sefik
- Drasko Brguljan
- Aleksandar Radović
- Damjan Danilovic
- Nikola Vukcevic
- Milan Ticic
- Filip Klikovac
- Nikola Janović - Kapitány
- Aleksandar Ivovic
- Darko Brguljan
- Antonio Petrovic
- Predrag Jokić
- Milos Scepanovic

#### A csoport
| Csapat        | M | Gy | D | V | G+ | G– | Gk  | P |
| ------------- | - | -- | - | - | -- | -- | --- | - |
| Magyarország  | 3 | 3  | 0 | 0 | 39 | 26 | +13 | 6 |
| Montenegró    | 3 | 2  | 0 | 1 | 35 | 23 | +12 | 4 |
| Spanyolország | 3 | 1  | 0 | 2 | 36 | 26 | +10 | 2 |
| Kazahsztán    | 3 | 0  | 0 | 3 | 15 | 50 | –35 | 0 |

| 2011. július 18. 09:30 | Magyarország         | 11 – 10     | Montenegró        | Sanghaj Nézőszám: 600 Játékvezetők: Naumov (RUS), Tulga (TUR) |
| 2011. július 18. 09:30 | (2–3, 3–2, 2–4, 4–1) |             |                   | Sanghaj Nézőszám: 600 Játékvezetők: Naumov (RUS), Tulga (TUR) |
| 2011. július 18. 09:30 | Biros 4              | Jegyzőkönyv | Janović, Ivović 2 | Sanghaj Nézőszám: 600 Játékvezetők: Naumov (RUS), Tulga (TUR) |

| 2011. július 20. 18:20 | Spanyolország        | 7 – 9       | Montenegró          | Sanghaj Nézőszám: 650 Játékvezetők: Caputi (ITA), Bock (GER) |
| 2011. július 20. 18:20 | (1–3, 1–2, 2–1, 3–3) |             |                     | Sanghaj Nézőszám: 650 Játékvezetők: Caputi (ITA), Bock (GER) |
| 2011. július 20. 18:20 | Alferez, Vallès 2    | Jegyzőkönyv | Janović, Brguljan 2 | Sanghaj Nézőszám: 650 Játékvezetők: Caputi (ITA), Bock (GER) |

| 2011. július 22. 18:20 | Kazahsztán           | 5 – 16      | Montenegró | Sanghaj Nézőszám: 450 Játékvezetők: Koryzna (POL), Gonzalez (PUR) |
| 2011. július 22. 18:20 | (2–5, 0–5, 0–2, 3–4) |             |            | Sanghaj Nézőszám: 450 Játékvezetők: Koryzna (POL), Gonzalez (PUR) |
| 2011. július 22. 18:20 | Zsiljajev 3          | Jegyzőkönyv | Radovic 4  | Sanghaj Nézőszám: 450 Játékvezetők: Koryzna (POL), Gonzalez (PUR) |

#### A negyeddöntőbe jutásért
| 27. mérkőzés 2011. július 24. 12:10 | Montenegró           | 8 – 4       | Románia | Sanghaj Nézőszám: 600 Játékvezetők: Tulga (TUR), Koganov (AZE) |
| 27. mérkőzés 2011. július 24. 12:10 | (2–1, 1–2, 3–0, 2–1) |             |         | Sanghaj Nézőszám: 600 Játékvezetők: Tulga (TUR), Koganov (AZE) |
| 27. mérkőzés 2011. július 24. 12:10 | Brguljan, Jokić 2    | Jegyzőkönyv | Radu 2  | Sanghaj Nézőszám: 600 Játékvezetők: Tulga (TUR), Koganov (AZE) |

#### Negyeddöntő
| 37. mérkőzés 2011. július 26. 16:40 | Horvátország         | 9 – 6       | Montenegró | Sanghaj Nézőszám: 350 Játékvezetők: Tulga (TUR), Stavridis (GRE) |
| 37. mérkőzés 2011. július 26. 16:40 | (2–2, 2–1, 4–0, 1–3) |             |            | Sanghaj Nézőszám: 350 Játékvezetők: Tulga (TUR), Stavridis (GRE) |
| 37. mérkőzés 2011. július 26. 16:40 | Joković 4            | Jegyzőkönyv | Radovic 2  | Sanghaj Nézőszám: 350 Játékvezetők: Tulga (TUR), Stavridis (GRE) |

#### Az 5–8. helyért
| 42. mérkőzés 2011. július 28. 15:30 | Montenegró           | 9 – 10      | Spanyolország | Sanghaj Nézőszám: 1100 Játékvezetők: Alexandrescu (ROU), Naumov (RUS) |
| 42. mérkőzés 2011. július 28. 15:30 | (2–2, 3–5, 2–1, 2–2) |             |               | Sanghaj Nézőszám: 1100 Játékvezetők: Alexandrescu (ROU), Naumov (RUS) |
| 42. mérkőzés 2011. július 28. 15:30 | Radović 3            | Jegyzőkönyv | Vallès 3      | Sanghaj Nézőszám: 1100 Játékvezetők: Alexandrescu (ROU), Naumov (RUS) |

#### A 7. helyért
| 45. mérkőzés 2011. július 30. 09:30 | Németország          | 5 – 8       | Montenegró          | Sanghaj Nézőszám: 350 Játékvezetők: Alexnadrescu (ROU), Ni (CHN) |
| 45. mérkőzés 2011. július 30. 09:30 | (3–4, 1–3, 1–1, 0–0) |             |                     | Sanghaj Nézőszám: 350 Játékvezetők: Alexnadrescu (ROU), Ni (CHN) |
| 45. mérkőzés 2011. július 30. 09:30 | Real, Schüler 2      | Jegyzőkönyv | Radović, Brguljan 2 | Sanghaj Nézőszám: 350 Játékvezetők: Alexnadrescu (ROU), Ni (CHN) |